# Прибытков, Иван Александрович
Прибытков Иван Александрович (18 января 1927, Завальное, Воронежская губерния — 4 ноября 2001, Новокузнецк, Кемеровская область) — советский металлург, старший вальцовщик Кузнецкого металлургического комбината. Герой Социалистического Труда (1971).

## Биография
Родился в 1927 году в селе Завальное Грачевского района Воронежской области
В 1943 окончил ремесленное училище, и начал работать на Кузнецком металлургическом комбинате в обжимном цехе. Работал в обжимном цехе на стане «1100» оператором. Активно участвовал в общественной жизни. Был депутатом районного совета народных депутатов. Во время своей работы в прокатном цехе всё время искал резервы для повышения производительности прокатного стана. В апреле за достигнутые успехи в выполнении заданий пятилетнего плана, достижение высоких технико-экономических показателей присвоено звание Героя Социалистического Труда.
Умер в 2001 году.

## Награды
- Два Ордена Ленина (22.3.1966), (31.3.1971)
- Медаль «За трудовое отличие» (1951),
- Медаль «За трудовую доблесть» (1954),
- Медаль «За доблестный труд. В ознаменовании 100-летия со дня рождения В. И. Ленина» (1970)